# 1670
1670 (MDCLXX) a fost un an obișnuit al calendarului gregorian, care a început într-o zi de luni.

## Nașteri
- 12 mai: August II (n. August Fryderyk), rege al Poloniei și elector de Saxa (d. 1733)

## Decese
- 25 ianuarie: Nicolas François, Duce de Lorena, 60 ani (n. 1609)
- 9 februarie: Frederick al III-lea al Danemarcei și al Norvegiei, 60 ani (n. 1609)

#### Nedatate
- János Ádám (fiul) (János Adami), poet, memorialist și mercenar maghiar din Transilvania, a făcut parte din garda personală a regelui englez Charles al II-lea (n. ?)